# کارولین رافائلیان
کارولین رافائلیان (ارمنی: Քերոլին Ռաֆայելյան;انگلیسی: Carolyn Rafaelian؛ زادهٔ ۱۹۶۶/۱۹۶۷) کارآفرینی ارمنی‌تبار اهل ایالات متحده آمریکا است. او بنیانگذار شرکت لوازم التحریر و جواهرفروشی آلکس و آنی و مالک بلکورت نیوپورت و کارولین ساکونت واینیارد است.